# Вогоня
Вого̀ня (на италиански: Vogogna, на местен диалект: Vugògna, Вугоня) е село и община в Северна Италия, провинция Вербано-Кузио-Осола, регион Пиемонт. Разположено е на 226 m надморска височина. Населението на общината е 1785 души (към 2010 г.).